# États d'amour
États d'amour è il secondo album in studio della cantante canadese Isabelle Boulay, pubblicato nel 1998.

## Tracce
1. Je t'oublierai, je t'oublierai
2. Le banc des délaissés
3. Les yeux au ciel
4. J'ai mal à l'amour
5. L'héroïne de cette histoire
6. N'oubliez jamais
7. État d'amour
8. La lune
9. Tombée de toi
10. L'amour dans l'âme
11. Le saule
12. Homme sweet homme
13. T'es pas mon fils
14. C'était l'hiver
15. L'hymne à la beauté du monde
16. Blanche comme la neige